# Entwicklungsregion Fernwest (Nepal)
Die Entwicklungsregion Fernwest (Nepali सुदुर पश्चिमाञ्चल विकास क्षेत्र  Sudur Pashchimānchal Bikās Kshetra) war eine von fünf Entwicklungsregionen in Nepal.
Sie hatte eine Fläche von 19.539 km² und bestand aus den folgenden Verwaltungszonen:
- Mahakali
- Seti

Bei der Volkszählung 2011 hatte die Region 2.552.517 Einwohner. Verwaltungssitz war Dipayal Silgadhi.
Durch die Verfassung vom 20. September 2015 und die daraus resultierende Neugliederung Nepals in Provinzen wurden die Distrikte in dieser Entwicklungsregion der neugeschaffenen Provinz Sudurpashchim (anfangs Provinz Nr. 7) zugeordnet.